# 希波吕忒 (DC漫画)
希波吕忒女王（英語：Queen Hippolyta）是DC漫畫的一位虛構超級英雄，原型为希腊神话中阿玛宗人的女王希波吕忒。同时也是神奇女侠与唐娜·特洛伊的母亲。

## 能力
希波吕忒拥有3000年的实战经验，徒手搏斗和使用兵器战斗是她的专长。作为Themyscira的阿玛宗人，她是长生不老的，能够长久地活下去而外貌没有变化。但身体受到足够的损伤的话还是会死。她还具有强化的力量与智慧。能够徒手击碎钢筋混泥土，跳跃距离为12英尺，拥有高耐久力，强大的愈合能力，而且能在短时间内消化吸收大量的知识。

## 其他媒体

### 电视剧
- 《神奇女侠》：1975年电视剧。
- 《Challenge of the Super Friends》：1978年电视剧。
- 《超人》：1988年电视动画。
- 《正义联盟》：2001年电视动画。
- 《超人前传》：2004年第三季第九集曾提及。
- 《蝙蝠侠：英勇无畏》：2011年电视动画。

### 电影
- 《神奇女侠》：1974年电视电影。由凱蒂·李·克羅斯比飾演。
- 《神奇女侠》：2009年推出的动画电影。由维吉妮娅·马德森配音。
- DC擴展宇宙
  - 《神奇女侠》：2017年電影。由康妮·尼爾森飾演。
  - 《正義聯盟》：2017年電影。由康妮·尼爾森飾演。
  - 《神力女超人1984》：2020年電影。由康妮·尼爾森飾演。